# 宮澤清六
宮澤 清六（みやざわ せいろく、
新字体：宮沢 清六、1904年（明治37年）4月1日 - 2001年（平成13年）6月12日）は、日本の実業家、児童文学研究者。宮沢賢治と宮沢トシの実弟で、全集の編纂をはじめとする賢治の文学研究に携わった。宮沢和樹は孫。

## 経歴
宮澤政次郎の次男として岩手県稗貫郡花巻川口町（現・花巻市）に生まれ育つ（賢治の8歳年下）。
1922年、旧制岩手県立盛岡中学校（現・岩手県立盛岡第一高等学校）を卒業し、家業を手伝った。同年11月27日、6歳上の姉トシが死去。「家業への嫌悪」とトシ死去などの「暗欝な家庭からの脱出、息抜き」として家族の了解を得た上で、同年12月から東京市本郷区龍岡町（現・東京都文京区湯島）に下宿して、図書館や研数学館で数学（主として幾何学）と科学（主として電気）を学ぶ。清六の記すところでは、上京後の1923年1月初旬に賢治が下宿を訪れて、トランクに入った童話の原稿を『コドモノクニ』を刊行していた東京社（現・ハースト婦人画報社）に持ち込むよう依頼し、清六はそれを実行したものの後日「雑誌には向きませんから」との理由で断られ、賢治はその後トランクを引き取って帰郷したという。同年3月に「力試し」で東京高等工業学校（現・東京科学大学）電気科を受験して学科試験に合格するも、進学について父とも諒解を取っていなかったため、やがて帰宅して再度家業の手伝いをした。
1924年5月の徴兵検査に甲種合格し、同年12月1日に、一年志願兵として弘前歩兵第31連隊に入隊した。入隊1年後に見習士官に任官する。1925年9月中旬、実家への音信がないことを案じた賢治が青森県鰺ヶ沢近くにあった山田野演習場の廠舎を訪ね、演習後に清六と面会し、その際賢治は「たくさんの企画」、清六は「将来への考え」について話し合ったという。
1926年3月31日付で軍を除隊する。同年5月、故郷花巻で宮澤商会を開業した。金物・建材・電導材・自動車部品を扱い、1942年まで営業した。これにより賢治の幼少時より課題となっていた「質・古着商からの家業の転換」がようやく実現した。賢治が同じ年の3月限りで農学校を退職して独居自炊の生活を始めることができたのは、清六によるこの転業も一役買っている。賢治が病臥してからはその看病にも当たった。1932年4月に結婚。軍除隊後は花巻在郷軍人会の理事、後に副分会長となる。
1933年9月21日、8歳上の兄・賢治が死去。その前夜、賢治から「俺が死んだら原稿はみんなおまえにやるから、本にして出したいといってくるところがあれば出してくれてもいい」と後事を託された。その遺言に従い、草野心平や高村光太郎らの助力を得て翌年には最初の宮澤賢治全集（文圃堂）の刊行にこぎ着ける。以後、永年にわたって賢治の遺稿の保存整理に尽力し、あらゆる版の全集の編纂校訂に携わった。賢治の生前より清六は賢治の文学活動のよき理解者であり、賢治の遺稿を所蔵していた当時も隠匿せずに希望する研究者には開示したことが天沢退二郎らによって記されている。また、校訂についても既存の立場を絶対化せず、1964年には森荘已池らとの協議の末に『銀河鉄道の夜』の本文変更を行ったり、1971年には当時まだ賢治の専門研究者とはみなされていなかった天沢や入沢康夫に次の全集の編集を委ねることを決断して原稿の逐次形態を全面的に開示する画期的な『校本 宮澤賢治全集』の刊行に道を開くなど柔軟な姿勢を取り、多くの研究者から尊敬を集めた。
戦時中、賢治との縁から東京の東京大空襲で焼け出された高村を1945年5月に招き入れるが、宮澤家自体も8月10日に花巻空襲に遭い焼失する。このとき、賢治の遺稿の多くを被害から守り抜いた。戦後に高村は郊外の太田村山口（現在は花巻市内）の小屋（高村山荘）に転居した。高村の太田村居住中も清六はたびたび差し入れをした。
戦後は、岩手県民生委員や児童委員を歴任した。1957年12月1日に父政次郎が死去、1963年6月30日に母イチが死去。戦後も守り続けた賢治の遺稿は1981年花巻市に寄贈し、現在は宮沢賢治記念館に収蔵されている。ただし、宮沢和樹によると書籍に載らないようなメモや下書きなどは手元に残していたという。
1987年、筑摩書房から著書『兄のトランク』を上梓した。
1993年3月5日、ヘクトから発売されたスーパーファミコン用ソフト、『イーハトーヴォ物語』(イーハトーヴォものがたり)のスペシャル・サンクス一覧に宮澤清六の名前が記載されている。
2001年6月12日、老衰のため花巻市豊沢町の自宅で死去。享年98（満97歳没）。賢治の4人の弟妹の中では最も長命でかつ最後の存命者でもあった。
娘（次女）は2024年4月に死去した。

## 人物
賢治の影響もあり、若い頃は科学の勉強をおこなった。1971年に書いた文章に映画『猿の惑星』の情景を風景の比喩として用いたり、『校本 宮澤賢治全集』の編集に参加した入沢康夫によってアニメ『未来少年コナン』の熱心な視聴者であったと記されるなどの嗜好が伝わる。宮沢和樹によると、和樹が中学生の頃に星新一のショートショートに熱中していると、清六は自分にも読ませるよう求め、その後「ショートショートは星新一が始めたことではないぞ」とフレドリック・ブラウンの訳書を「こちらも読んでみなさい」と和樹に渡したという。また、写真撮影も趣味で、若い時期には自宅に暗室を持って現像液も調合し、賢治の原稿写真と自分の写真を合成することもしていた。宮沢和樹は北上川などで風景の中から対象を見つけて接写する撮影に連れられたと述べ、撮影した写真は花巻ではできない大きな引き伸ばしのために東京にフィルムを送って現像と引き伸ばしを依頼していたと記している。
若いころに『シャーロック・ホームズ』の映画鑑賞を好んだが、賢治はそれに興味がなかったことを、『兄のトランク』に記述している。